# 反资本主义左翼 (德国)
反资本主义左翼（德語：Antikapitalistische Linke，缩写为AKL）是德国左翼党的一个政治派系。该派系形成于2006年3月，主张反资本主义和反军国主义，属于左翼党的左翼。该派系视资本主义为战争、贫困、环境污染产生的原因，并致力于解散北约和废除德国联邦国防军。2019年，该派系有933名成员。
莎拉·瓦根克内希特、托比亚斯·普吕格等人是号召建立反资本主义左翼的最早一批签名的人。反资本主义左翼有以下特征：主张向有产者强有力地收税、反军国主义、明确地要求缩短劳动时间并提供全额的工资差额补偿（病假津贴与实得工资之间的差额补偿）、扩大基本权利和自由权而不是用镇压及抹黑的方法、拒绝进一步私有化、取消受教育的特权、与大规模失业作斗争。此外，反资本主义左翼致力于取消德国及欧盟外交政策的军事化以及解散北约。他们要求德国联邦国防军放弃对外驻扎及干涉。他们自诩为组织联系议会内外的言谈及行动交流的论坛。其成员公开宣称自己是无党派人士及左翼党党员。反资本主义左翼在他们的队伍中团结了有着不同传统的左翼：社会主义者及共产主义者——信仰着一个早期的积极的“现实社会主义”、托洛茨基主义者——以批判性的面貌面对如上的“现实社会主义”、无政府主义者以及非教条主义者。反资本主义左翼是基于2006年的号召行动产生的。反资本主义左翼是左翼强硬派，他们基本上以批判性的面貌面对政治妥协，他们认为只有在确定的最低限度的条件之下才需要政府参与。
柏林墙修筑的50周年纪念日，同时也是梅前州的州级党代会（梅克伦堡-前波美拉尼亚州）召开日期，党代会上阿诺德·薛恩堡反复强调一份他撰写的指导方针文件上的陈述——柏林墙的修筑是“缺少理智的抉择”。显而易见，反资本主义左翼认为薛恩堡不属于他们的派别。由于亲近反资本主义左翼的报刊《青年世界报》曾发表过对柏林墙的挑衅性感谢的评论，反资本主义左翼宣称他们与该报刊是团结一致的，并拒绝响应左翼党内对《青年世界报》的抵制号召。
联邦宪法保卫局基于反资本主义左翼与议会外的政治运动暗中勾结，并以此来要求能源公司国有化、意图建立“一个远离资本主义的团结一致的社会”的尝试实践，在2013年的一份内部文件中将反资本主义左翼归为与宪法敌对的组织。宪法保卫报告将反资本主义左翼归为左翼极端主义。这也就是说他们要求通过“打破资本主义的所有制结构”来进行“本质上的制度改变”以及克服现实的社会制度。 主要立场是“反资本主义”和“反军国主义”。托洛茨基主义组织社会主义替代的成员也在反资本主义左翼中活动。
反资本主义左翼的联邦理事会发言人包括英格·赫格、西尔维娅·加贝尔曼、露西·雷德勒、提斯·格莱斯、蒂姆·菲尔普。此外，每个联邦州的代表将参加联邦州的理事会，理事会是定期召开的。反资本主义左翼通过数个成员代表出席左翼党的主席团及议会党团。